# 韋利奇科瓦河
韋利奇科瓦河（烏克蘭語：Величкова），是烏克蘭的河流，位於該國中部，屬於格倫-塔尚河的左支流，發源自沃斯科比尼基以東，流經波爾塔瓦州，河道全長12公里。